# Lední hokej na Zimních olympijských hrách 2002
Hokejové soutěže mužů a žen na Zimních olympijských hrách v Salt Lake City se konaly ve dnech 9. až 24. února 2002. O dvě sady medailí se hrálo v halách E-Center a Peak Ice Arena. Turnaje se zúčastnilo 14 mužských a 8 ženských týmů. Podruhé v historii se turnaje zúčastnili také hráči NHL, jejíž průběh byl v době konání olympiády přerušen.

## Medailové pořadí zemí
| Pořadí | Země                         | Zlato | Stříbro | Bronz | Celkově |
| ------ | ---------------------------- | ----- | ------- | ----- | ------- |
| 1.     | Kanada (CAN)                 | 2     | 0       | 0     | 2       |
| 2.     | Spojené státy americké (USA) | 0     | 2       | 0     | 2       |
| 3.     | Rusko (RUS)                  | 0     | 0       | 1     | 1       |
| 4.     | Švédsko (SWE)                | 0     | 0       | 1     | 1       |
|        | Celkem                       | 2     | 2       | 2     | 6       |

## Medailisté
| Disciplína  | Zlato | Stříbro | Bronz |
| ----------- | --- | --- | --- |
| turnaj muži | Kanada (CAN) · Ed Belfour · Rob Blake · Eric Brewer · Martin Brodeur · Theoren Fleury · Adam Foote · Simon Gagné · Jarome Iginla · Curtis Joseph · Ed Jovanovski · Paul Kariya · Mario Lemieux · Eric Lindros · Al MacInnis · Scott Niedermayer · Joe Nieuwendyk · Owen Nolan · Michael Peca · Chris Pronger · Joe Sakic · Brendan Shanahan · Ryan Smyth · Steve Yzerman                                                                    | Spojené státy americké (USA) · Tony Amonte · Tom Barrasso · Adam Deadmarsh · Mike Dunham · Chris Drury · Bill Guerin · Phil Housley · Brett Hull · Chris Chelios · John LeClair · Brian Leetch · Aaron Miller · Mike Modano · Tom Poti · Brian Rafalski · Mike Richter · Jeremy Roenick · Brian Rolston · Gary Suter · Keith Tkachuk · Doug Weight · Mike York · Scott Young                                  | Rusko (RUS) · Maxim Afinogenov · Ilja Bryzgalov · Pavel Bure · Valerij Bure · Pavel Dacjuk · Sergej Fjodorov · Sergej Gončar · Nikolaj Chabibulin · Alexej Jašin · Darjus Kasparajtis · Ilja Kovalčuk · Alexej Kovaljov · Igor Kravčuk · Oleg Kvaša · Igor Larionov · Vladimir Malachov · Daniil Markov · Boris Mironov · Andrej Nikolišin · Jegor Podomackij · Sergej Samsonov · Oleg Tverdovskij · Alexej Žamnov                      |
| turnaj ženy | Kanada (CAN) · Dana Antalová · Kelly Bechardová · Jennifer Botterillová · Thérèse Brissonová · Cassie Campbellová · Lori Dupuisová · Danielle Goyetteová · Geraldine Heaneyová · Jayna Heffordová · Isabelle Chartrandová · Becky Kellarová · Caroline Ouelletteová · Cherie Piperová · Cheryl Pounderová · Tammy Lee Shewchuková · Sami Jo Smallová · Colleen Sostoricsová · Kim St-Pierreová · Vicky Sunoharaová · Hayley Wickenheiserová | Spojené státy americké (USA) · Chris Baileyová · Laurie Bakerová · Karyn Byeová · Natalie Darwitzová · Sara Decostaová · Tricia Dunnová · Cammi Granatová · Julie Chuová · Courtney Kennedyová · Andrea Kilbourneová · Katie Kingová · Shelley Looneyová · Sue Merzová · Allison Mleczkoová · Tara Mounseyová · Jenny Potterová · Angela Ruggieroová · Sarah Tuetingová · Lyndsay Wallová · Krissy Wendellová | Švédsko (SWE) · Lotta Almbladová · Gunilla Anderssonová · Anna Anderssonová · Annica Åhlénová · Emelie Berggrenová · Kristina Bergstrandová · Ann-Louise Edstrandová · Joa Elfsbergová · Erika Holstová · Nanna Janssonová · Maria Larssonová · Ylva Lindbergová · Ulrica Lindströmová · Kim Martinová · Josefin Petterssonová · Maria Roothová · Danijela Rundqvistová · Evelina Samuelssonová · Therese Sjölanderová · Anna Vikmanová |

## Muži
Vítězem mužského turnaje se stal tým Kanady, stříbrnou medaili získalo mužstvo USA a na třetím místě se umístila ruská reprezentace.

## Ženy
Vítězem ženského turnaje se stal tým Kanady, stříbrnou medaili získalo družstvo USA a na třetím místě se umístila švédská reprezentace.